# マリア・ファン・アルケル
マリア・ファン・アルケル（Maria van Arkel, 1385年ごろ - 1415年7月19日）は、アルケル領主ヤン5世とヨハンナ・フォン・ユーリヒの一人娘で女子相続人。母方の叔父レイナウト4世よりゲルデルンを相続し、息子アルノルトはゲルデルン公となった。また、孫のマリアはスコットランド王ジェームズ2世の妃となった。

## 生涯
母方の祖父はユーリヒ公ヴィルヘルム2世、祖母はゲルデルン公レイナウト2世とその最初の妃ソフィー・ベルソーの娘マリアである。また、母方の叔父はゲルデルン公ウィレム1世（ユーリヒ公ヴィルヘルム3世）である。
父アルケル領主ヤン5世（1428年8月25日没）は、アルケル領主オットーとピエールポン領主ティボー・ド・バルの娘イザベルとの間の息子で、バイエルン公ヴィルヘルム2世の好敵手であった。

## 結婚と子女
叔父レイナウト4世はマリアとエフモント領主ヤン2世の結婚を取り決めた。この結婚は1409年6月24日に行われ、2人の間には以下の子女が生まれた。
- アルノルト（1410年 - 1473年） - ゲルデルン公[2]
- ウィレム2世（1412年 - 1483年） - エフモント領主